# هکرهای زیستی (مجموعه تلویزیونی)
هکرهای زیستی (انگلیسی: Biohackers) یک مجموعه تلویزیونی آلمانی تکنو تریلر است که توسط کریستین دیتر ساخته شده و در ۲۰ اوت ۲۰۲۰ در نتفلیکس پخش شد. این سریال یک هفته پس از انتشار، برای فصل دوم تمدید شد و نهایتاً در ۱۹ ژوئیه ۲۰۲۱ منتشر شد.

## خلاصه داستان
یک دانشجوی پزشکی به نام «میا آکرلوند» که در دانشگاه فرایبورگ با یک دانشجوی با استعداد زیست‌شناسی به نام «جاسپر» و «نیکلاس»، هم اتاقی عجیب و غریب وی آشنا می‌شود. میا که به زیست‌فناوری علاقه‌مند است پس از مدتی درگیر دنیای آزمایش‌های غیرقانونی ژنتیکی می‌شود. در این میان میا در تلاش است تا علت مرگ برادرش را نیز بررسی کند و در نتیجه درگیر حوادث خطرناک و پیچیده‌ای می‌شود. اکنون میا باید تصمیم بگیرد که آیا از دوستانش محافظت کند یا انتقام مرگ برادرش را بگیرد.

## بازیگران و شخصیت‌ها
بازیگران اصلی
- لونا ودلر در نقش میا آکرلوند
- جسیکا شوارتس در نقش پروفسور تانیا لورنز
- توماس پرن در نقش نیکلاس
- آدریان جولیوس تیلمان در نقش جاسپر
- جینگ شیانگ در نقش چن لو
- کارو کالت در نقش لوتا
- سباستین جیکوب دوپلباوئر در نقش اوله

## قسمت‌ها
| فصل | قسمت‌ها | قسمت‌ها | تاریخ اصلی پخش | تاریخ اصلی پخش |
| --- | ------ | ------ | -------------- | -------------- |
| ۱   | ۶      | ۶      | ۲۰ اوت ۲۰۲۰    | ۲۰ اوت ۲۰۲۰    |
| ۲   | ۶      | ۶      | ۹ ژوئیه ۲۰۲۱   | ۹ ژوئیه ۲۰۲۱   |

### فصل یک (سال ۲۰۲۰)
| شم. کلی | شم. در فصل | عنوان    | کارگردان     | تاریخ پخش اصلی |
| --- | ---------- | -------- | ------------ | -------------- |
| ۱ | ۱          | «ورود»   | کریستین دیتر | ۲۰ اوت ۲۰۲۰    |
| میا پس از ملاقات با همکلاسی‌هایش، در کلاس دکتر لورنز شرکت می‌کند. |            |          |              |                |
| ۲ | ۲          | «اسرار»  | کریستین دیتر | ۲۰ اوت ۲۰۲۰    |
| میا سعی می‌کند کار خود را در انستیتوی پزشکی دکتر لورنز انجام دهد اما وقتی از او می‌خواهد در یک مطالعه ژنتیکی شرکت کند با مشکلی روبرو می‌شود.                            |            |          |              |                |
| ۳ | ۳          | «سو ظن»  | کریستین دیتر | ۲۰ اوت ۲۰۲۰    |
| گردش شبانه میا و جاسپر به رفتنشان به محل زندگی دکتر لورنز متنهی می‌شود. اما با پیش آمدن یک فوریت پزشکی، نقشه میا برای دسترسی به کامپیوتر پروفسور با مشکل مواجه می‌شود. |            |          |              |                |
| ۴ | ۴          | «یقین»   | کریستین دیتر | ۲۰ اوت ۲۰۲۰    |
| سوءظن‌های فزاینده دکتر لورنز باعث می شود که جاسپر رابطه خود را با میا زیر سوال ببرد.                                                                                  |            |          |              |                |
| ۵ | ۵          | «خیانت»  | کریستین دیتر | ۲۰ اوت ۲۰۲۰    |
| در حالی که میا آخرین تلاش‌های خود را برای اثبات آزمایش‌های دکتر لورنز می کند، بوی خیانت به مشام جاسپر می‌رسد.                                                           |            |          |              |                |
| ۶ | ۶          | «سرنوشت» | کریستین دیتر | ۲۰ اوت ۲۰۲۰    |
| در حال فرار و با گذشت زمان، میا برای کمک به دوستانش در یک مسابقه مرگ و زندگی برای نجات به مسافران قطار متوسل می‌شود.                                                  |            |          |              |                |

### فصل دو (سال ۲۰۲۱)
| شم. کلی | شم. در فصل | عنوان         | کارگردان     | نویسنده      | تاریخ انتشار اصلی |
| ------- | ---------- | ------------- | ------------ | ------------ | ----------------- |
| ۷       | ۱          | «بیدار»       | کریستین دیتر | کریستین دیتر | ۹ ژوئیه ۲۰۲۱      |
| ۸       | ۲          | «دشمنان»      | کریستین دیتر | کریستین دیتر | ۹ ژوئیه ۲۰۲۱      |
| ۹       | ۳          | «شرکا»        | تیم تراچت    | کریستین دیتر | ۹ ژوئیه ۲۰۲۱      |
| ۱۰      | ۴          | «فراموش کردن» | تیم تراچت    | میریام راحیل | ۹ ژوئیه ۲۰۲۱      |
| ۱۱      | ۵          | «پیدا کردن»   | تیم تراچت    | تانیا بوبل   | ۹ ژوئیه ۲۰۲۱      |
| ۱۲      | ۶          | «بخاطر آوردن» | تیم تراچت    | کریستین دیتر | ۹ ژوئیه ۲۰۲۱      |

## انتشار
فصل اول
فصل اول (۶ قسمت ۴۵ دقیقه‌ای) در ۲۰ اوت ۲۰۲۰ در شبکه نتفلیکس پخش شد.
فصل دوم
فصل دوم (۶ قسمت ۴۵ دقیقه‌ای) نیز در ۱۹ ژوئیه ۲۰۲۱ منتشر شد.